# Kloster Skalice
Das Kloster Skalice (Skalitz; Scalicium) ist eine ehemalige Zisterzienserabtei in Klášterní Skalice im Okres Kolín in Tschechien, rund vier Kilometer nordöstlich von Kouřim, im Tal der Kouřimka.

## Geschichte
Das Kloster wurde 1357 von dem Kanzler von Böhmen, Bischof Dietrich von Minden, dem späteren Erzbischof von Magdeburg, der selbst dem Zisterzienserorden angehörte, als letzte mittelalterliche Zisterzienserabtei in den böhmischen Ländern zu einer Zeit gestiftet, in der die Neuerrichtung von Zisterzienserklöstern selten geworden war, und von Kloster Sedlec besiedelt. Das Kloster erhielt von seinem Stifter Grundbesitz, der nicht besonders ausgedehnt war, sowie zweitausend Schock Prager Groschen. Die Stiftung wurde durch den Prager Erzbischof Ernst von Pardubitz bestätigt. Den Grundstein des Klosters legte der Bischof von Olmütz Johann Očko von Wlašim im Beisein von Kaiser Karl IV., der noch im selben Jahr die Gerichtsimmunität des Klosters bestätigte. Noch 1357 bestätigte auch Papst Innozenz VI. die Klostergründung. Im Jahr 1400 nahm König Wenzel das Kloster unter seinen Schutz. Wahrscheinlich wurde das Kloster in den Hussitenkriegen im Jahr 1421 zerstört. Der Besitz der Abtei dürfte in der Folge auf weltliche Feudalherren übergegangen sein. Jedoch bestand der Konvent zunächst weiter, ging aber in der Mitte des 16. Jahrhunderts ein. Die Güter der Abtei gingen an das Mutterkloster Sedletz, das selbst 1783 aufgelöst wurde und mit dem seit 1553 Personalunion bestand.

## Bauten und Anlage

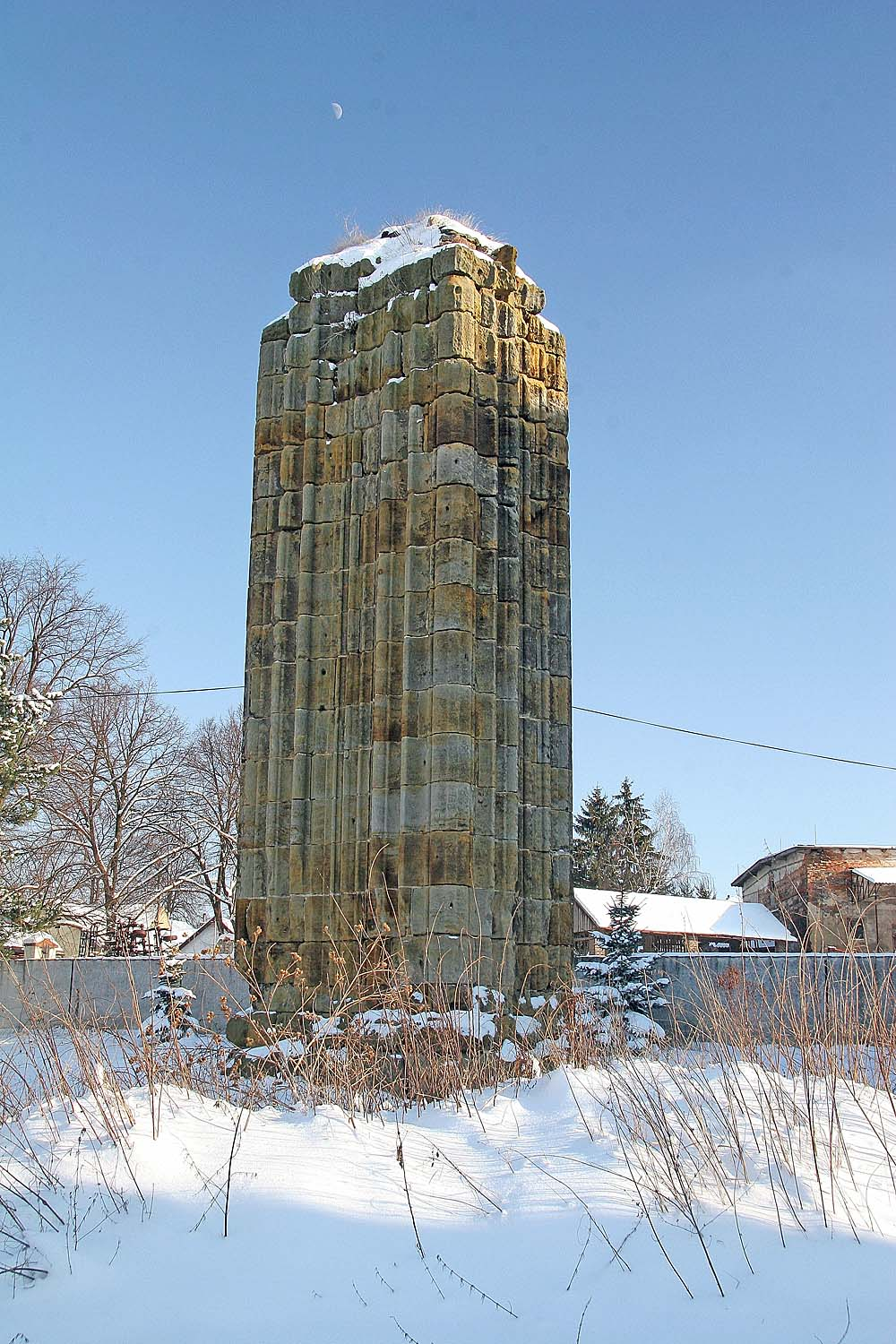
Letzter erhaltener Pfeiler der Klosterkirche

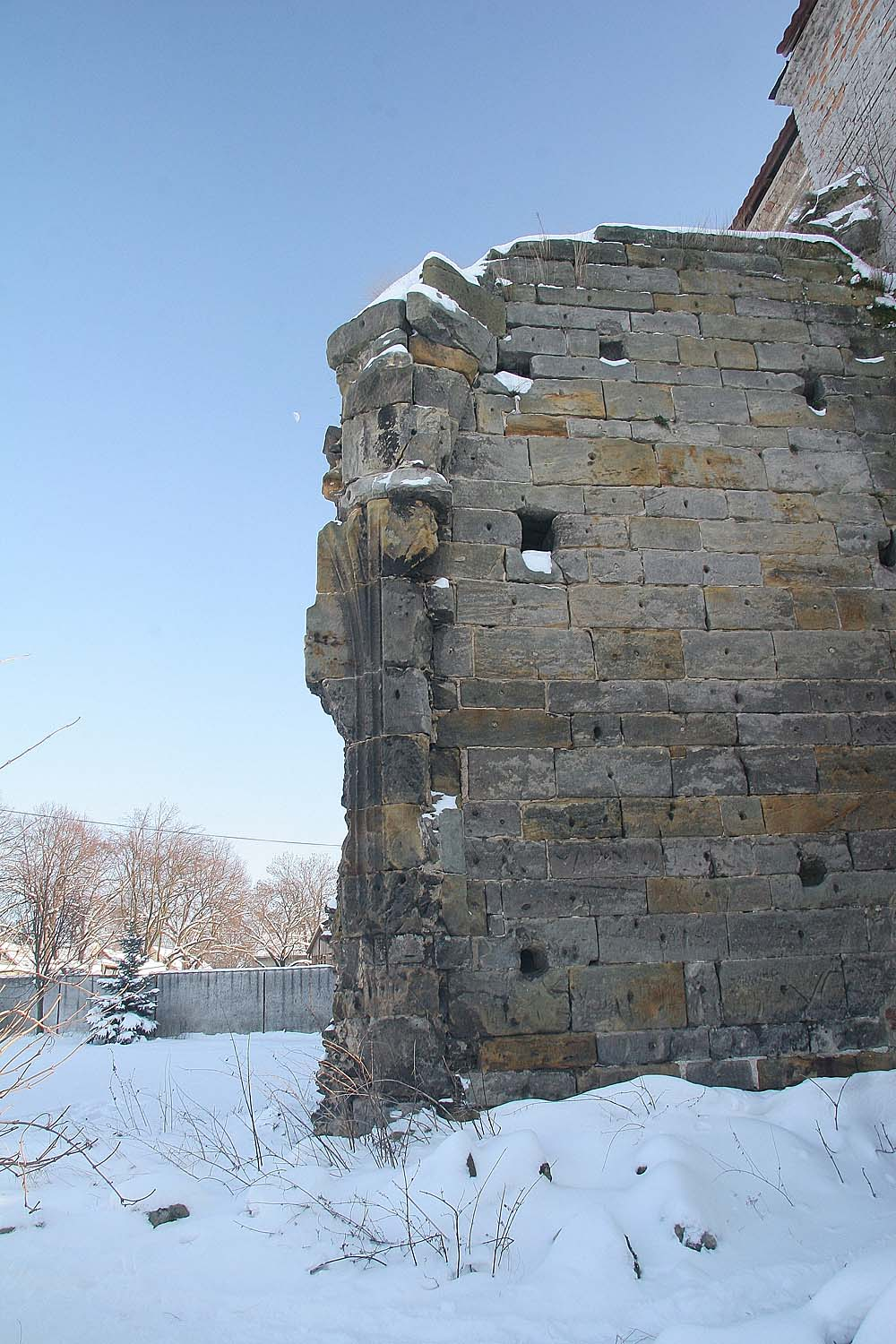
Reste der gotischen Kirche

Von der Klosterkirche hat sich ein mehr als zehn Meter hoher Pfeiler mit vier massiven Birnstabprofilen und weiteren schlanken Profilen erhalten, der ursprünglich möglicherweise die Südostecke der Vierung bildete. Südlich stehen fragmentarische Überreste der Klostergebäude, die zu dem späteren Wirtschaftshof gehören und früher den Ostflügel der Klausur bildeten, der rund 63 m lang war. Auch die Nordwand der Barockkapelle südlich des Pfeilers ist im Kern gotisch; sie bildete wohl einen Teil der Südwand des südlichen Querschiffarms. Die von dort nach Norden ziehende Mauer könnte ein Rest der Westwand des südlichen Querschiffsarms gewesen sein. D. Libal hat danach versucht, die ursprüngliche Gestalt der Klosterkirche zu rekonstruieren. Kuthan nimmt eine enge Verbindung mit der Architektur des Prager Kaiserhofs an. Zwei Schlusssteine werden im Lapidarium des Prager Nationalmuseums und im Stadtmuseum von Kouřim aufbewahrt; der eine trägt das Relief eines geflügelten Stiers, der andere das eines Engels.